# Leopold Fitzinger
Leopold Joseph Franz Johann Fitzinger, född  den 13 april 1802 i Wien, död den 20 september 1884 i Hietzing, var en österrikisk zoolog.
Fitzinger var åren 1844–1861 anställd vid naturhistoriska museet i Wien. Han var framför allt känd för sina systematiska arbeten över kräldjuren, däggdjuren och husdjursarterna. Av hans många arbeten kan nämnas Neue Klassifikation der Reptilien (1826), Naturgeschichte der Säugethiere (1855–1861) och Der Hund und seine Rassen (1876). Han gav också ut flera stridsskrifter mot Charles Darwins läror.
Auktorsnamnet Fitzinger kan användas för Leopold Fitzinger i samband med ett vetenskapligt namn inom zoologin; se Wikipedia-artiklar som länkar till auktorsnamnet.